# Алатау (город)
Алатау (каз. Алатау, до 1990-х гг. — Николаевка; до 2024 г. — Жетыген) — город в Алматинской области Казахстана. Код КАТО — 196837100. Находится примерно в 47 км к северу от центра города Алматы.

## История
Крестьянское поселение основано в 1873 году в 46 вёрстах к северу от города Верного (ныне Алма-Ата) на месте почтового пикета, называемого Кутентайским, поставленного на Копальском тракте (ныне Илийский тракт) в 1857 году.
Основным занятием крестьян было поливное земледелие с культивированием бахчевых культур.
В 1970 году в селе Николаевка были расселены жители поселка Илийский, который был затоплен водами Капшагайского водохранилища.
15 ноября 2023 года подписан указ президента Республики Казахстан «Об изменениях в административно-территориальном устройстве Алматинской области», по которому с 9 января 2024 года село Жетыген было преобразовано в город областного подчинения Алатау.

## Население
В 1999 году население села составляло 13 103 человека (6352 мужчины и 6751 женщина). По данным переписи 2009 года в селе проживало 15616 человек (7740 мужчин и 7876 женщин). На 2024 год с учетом реорганизаций территорий некоторых районов Алматинской области по преобразованию города Алатау, население города составляет 52 762 человека.

## Инфраструктура

### Застройка и СЭЗ
Территория ранее известного проекта СЭЗ (Специальной экономической зоны) G4 City решением правительства Казахстана в январе 2024 года была расширена более чем в три раза — с 30 тыс. до 96,5 тысяч гектар, в неё вошёл весь город Алатау и часть территории города Конаев. Также планируется её переименование в СЭЗ Alatau.
В проект G4 City изначально входили планы построить 4 города: Gate city – международный центр торговли, Golden city – зона культурно-развлекательной жизни, Growing city – город роста, научно-производственная зона и Green-city – зелёный город на берегу Капчагайского водохранилища, зона казино и активного отдыха.
Строительство Gate city (Гейт-Сити) началось в августе 2022 года, окончание намечено до 2030 года.

## Присоединённые территории
Постановлением от 24 ноября 2023 года № 411 в состав села Жетыген были включены близ лежащие села: Арна, Заречное горадминистрации Конаева, села Коянкус, Ынтымак, Жанадаур, Жанаталап, Куйган, Жанаарна, Енбек Илийского района.
9 июля 2024 года совместным решением Алматинского областного маслихата и постановлением акимата Алматинской области часть земель города Конаев, Илийского и Талгарского районов области общей площадью более 88,2 тысяч гектар войдут в состав города Алатау.
К городу Алатау присоединена[когда?]

 территория 36 дачных массивов: «Ветеран-13», «Ягодка», «Надежда», «Верхняя Терен-Кара», «Нур-Терек», «Проектировщик», «Дачник»,
«Пчелка», «Су-Шар 7», «Геолог», «Механизатор», «Рассвет-2», «Рассвет», «Союз», «Арман», «Победа», «Карагай», «Дружба», «УМР-2», «Алма», «Энергетик», «Кокдала», «Геолог», «Снабженец», «Джетысу», «Ветеран-Заречное», «Строитель», «Аманат-1», «Наурыз+», «Наурыз-Март», «Меруерт», «Арман-1», «Автомобилист», «Алма-Атахлеб», «Спорт-89», «Мрия», «Оазис», «Арман», «Эстрагон», «Шугыла», «Ветеран-Заречное».